# 印尼氣候變遷

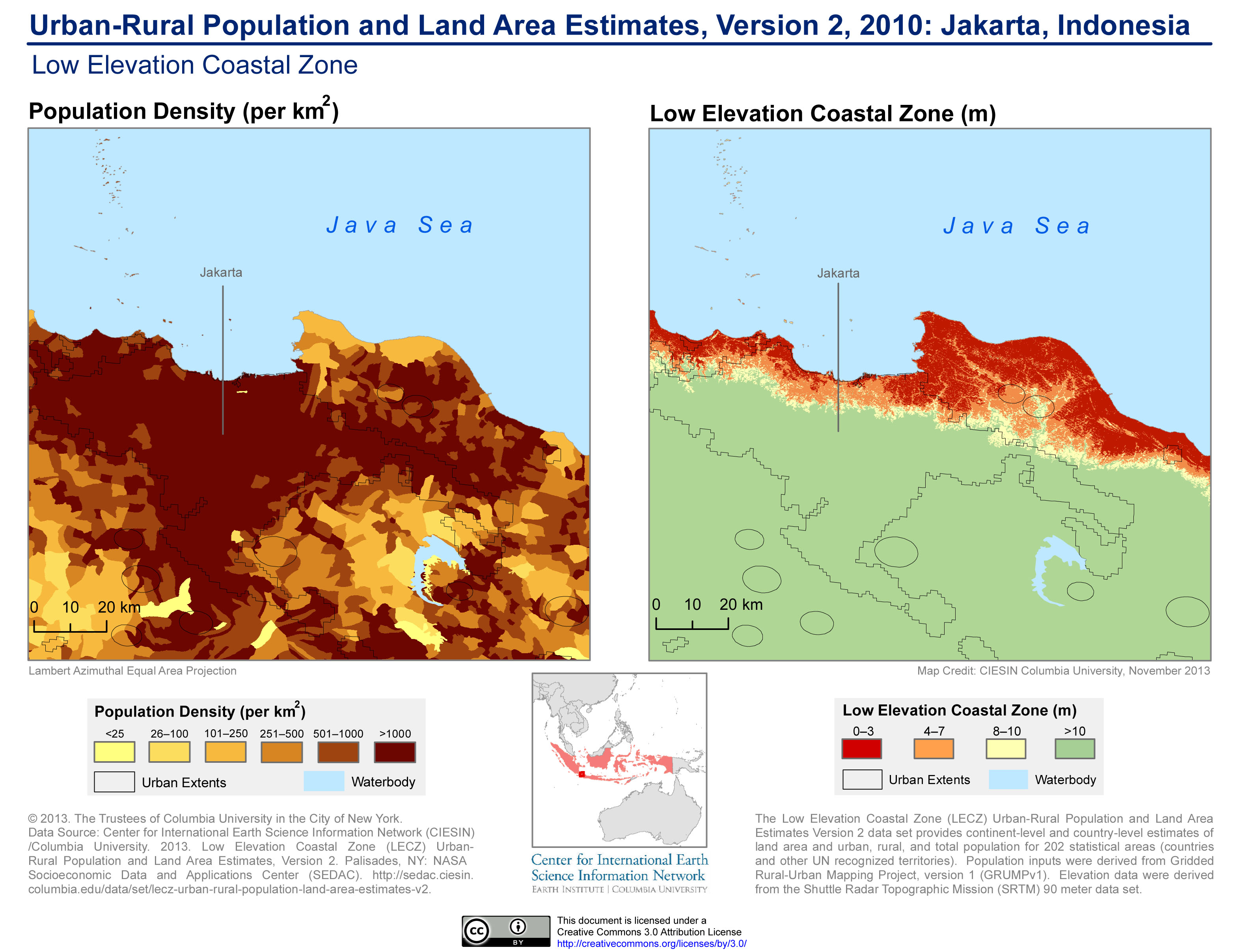
雅加達都會人口密度分佈以及市區各地高度與海平面比較圖（2010年）。

印尼氣候變遷（英語：Climate change in Indonesia）的議題對於該國有重大意義，因為住在沿海龐大的人口特別容易受到海平面上升的威脅，而且由於許多人的生計依賴農業、海水養殖和漁撈，所有這些都會受到溫度、降雨和其他氣候變化的嚴重影響。有些印尼環境問題，例如砍伐紅樹林（位於爪哇島）以建立魚類養殖場，進一步加劇氣候變化的影響（如海平面上升）。由於印尼的森林砍伐、焚燒泥炭沼澤林地以及使用化石燃料，估計該國在2019年的溫室氣體排放數量佔到佔世界總排放量的3.4%。

## 溫室氣體排放

印尼是世界上溫室氣體排放大國（總排放量以及人均排放量均名列前茅）。

截至2021年，印尼是世界第5大溫室氣體（累計）排放國，排放量超過100Gt（即1,000億噸）。在單獨2019年的排放量估計佔世界總排放量的3.4%。印尼使用的煤炭是個巨大的溫室氣體排放來源（參見印尼能源#煤炭），原因是政府補貼煤炭價格以供火力發電之用。截至2021年，計劃建設或是興建中的燃煤電廠超過30座，據報有些煤礦的開發涉及貪腐問題。 and corruption has been alleged.印尼國家電力公司雖然財務狀況不佳，但截至2022年，仍然計畫要興建更多燃煤發電廠。

## 對自然環境影響

### 氣溫和天氣變化
由於全球氣候變遷，預計到2030年，印尼的氣溫會升高0.8攝氏度。 

### 海平面上升和地層下陷
在季風期間，印尼海平面的高度會有季節性的差異，通常會在西北部較高，而在東南部較低，海平面高度也會受到這個大型群島國家地球板塊構造活動的影響。全球海平面平均上升高度為3-10毫米/年，而雅加達的地層下陷
速度約為75-100毫米/年，而讓海平面的相對上升接近10厘米/年。持續以2019年的速度排放溫室氣體進入大氣，加上非法抽取地下水，預計到2050年，雅加達北部地區會有95%被水淹沒。
一些研究顯示，由於雅加達缺乏水利基礎設施和城市快速發展所導致海平面上升的程度，會遠高於氣候變化所能造成。印尼政府認為地層下陷主要是由於過度汲取地下水的結果，這種汲取對雅加達的基礎設施和發展構成威脅。 早年在荷蘭殖民時期，城市規劃被認為是導致今日雅加達發生淹水危機的原因，因為當年建造的運河故意將城市細分，把當地印尼人和歐洲人隔離，清潔水源以及基礎設施幾乎完全為當時歐洲移民所獨享。居住在富裕社區以外的雅加達居民無法取得清潔用水，而被迫在未取得許可的情況下汲取地下水使用。當地人口不斷增長，加上快速發展的城市把周圍農業用地蠶食，進一步破壞森林能提供的自然防洪功能，而當地較窮之人所依賴為水源的河流系統受到污染，進一步迫使這類人更加依賴地下水。在2019年，雅加達人口中僅有60%擁有自來水管路系統的覆蓋。
雖然這是個雅加達甚為迫切的問題，但有近乎一半的當地人不知道，或沒意識到地層下陷、汲取地下和水患增加之間的關聯，這讓透過整體方式來解決問題變得更為困難。由於問題持續甚久，最終印尼確定要將其首都遷至加里曼丹島東加里曼丹省的一個新地點，所持理由中以地層下陷為主因。把首都遷到加里曼丹島，在某種程度上是由於其優越的戰略位置可大幅降低自然災害的影響，但在腳步迅速的遷移中，可能會在不久的將來加劇加里曼丹島上的環境問題，特別是因而導致當地喪失生物多樣性。

## 對人們影響

### 經濟影響

#### 農業
由於雨季縮短，這種降雨模式的變化會對印尼農業產生不利影響。印尼早在2007年就因氣候變遷而經歷過作物損失和漁獲不佳的問題。

#### 漁業
氣候變遷，導致漁獲量減少，還有風向及洋流改變，漁民必須增加船用油料以為對應，漁業活動更加受到打擊。

## 緩解和適應

### 緩解方法
到2025年，煤炭仍是印尼主要能源。印尼位居世界上煤炭生產國和出口國的前矛。該國為履行對《巴黎協定》的承諾，必須停止興建新的燃煤發電廠，並在2048年之前停止使用煤炭作為能源。
印尼首座風力發電廠（名為Sidrap Wind Farm）於2018年開始運作，地點在南蘇拉威西省錫登倫拉龐縣，裝置容量75兆瓦（75MW）。印尼已宣布該國不太可能實現《巴黎協定》中設定國家能源結構中再生能源在2025年達到佔比23%的目標。
印尼在2020年宣布，“將開始把國家新的低碳發展倡議建議納入2020-2024年國家發展計劃之中。”在實現2030年之前把國家溫室氣體排放量減少43%以上的目標時，保護以及復育紅樹林將會發揮重要的功能。

### 政策和立法
印尼在2020年2月宣佈人民協商會議（國會）正準備提出國家再生能源法案。根據一份2022年3月4日的報導，草案（Draft  Bill on New and Renewable Energy 已擬定，但仍在討論及協商之中。
同樣在2020年2月，該國擬議中對環境管制的放鬆引發新的擔憂，這種放鬆可能“讓非法經濟作物種植園和礦場粉飾其運營真相。”

## 外部連結
- Climate Action Tracker Indonesia （页面存档备份，存于）
- Climate Watch Indonesia （页面存档备份，存于）